# Milden
Milden är en by (village) och en civil parish i Babergh, Suffolk i sydöstra England, Orten hade 106 invånare år 2001. Den har en kyrka. Byn nämndes i Domedagsboken (Domesday Book) år 1086, och kallades då Mellinga.